# Aléria
Aléria (tiếng Hy Lạp cổ: Ἀλαλίη, Alaliē; tiếng Latin và tiếng Corse: Aleria) là một xã ở tỉnh Haute-Corse trên đảo Corse, Pháp. Xã này có diện tích 33,7 km², dân số năm 1999 là 1966 người. Khu vực này có độ cao 10 mét trên mực nước biển..
Aléria có chung tổng Moïta-Verde với 13 xã khác: Moïta, Ampriani, Campi, Canale-di-Verde, Chiatra, Linguizzetta, Matra, Pianello, Pietra-di-Verde, Tallone, Tox, Zalana và Zuani.